# Comunió
La comunió en les religions de tradició cristiana és el moment durant les cerimonies religioses als quals els creients consumeixen un tros de pa i de vegades un glop de vi en commemoració del Sant Sopar. Rebre la comunió es diu combregar.
En la tradició catòlica i ortodoxa és la darrera part de l'eucaristia abans del ritu de comiat. Els ortodoxos sembre combreguen amb les dues formes, pa i vi i consideren el costum catòlic de només combregar amb el pa com herètic. La comunió, considerada com un reforç per al cos i l'ànima, no sol donar-se se fora de l'eucaristia, excepte en casos especials: malalts, presoners i moribunds. N'existeixen variants particularment solemnes, com ara la primera comunió o durant la confirmació.
Els catòlics creuen des del Concili del Laterà IV del 1215 en el misteri de la transsubstanciació, el que vol dir que pel ritual de la consecració, el pa i el vi han canviat de substància, que s'han tornat en la vera carn i sang de Jesús. Les esglésies protestants només comparteixen el pa o el vi com a símbol del Sant Sopar i no creuen en un canvi màgic de substància. No utilitzen la paraula comunió, però del «sopar» (en alemany Abendmahl) com a símbol de la comunió amb Jesus i amb la comunitat dels creients.